# Українська Громадська Рада

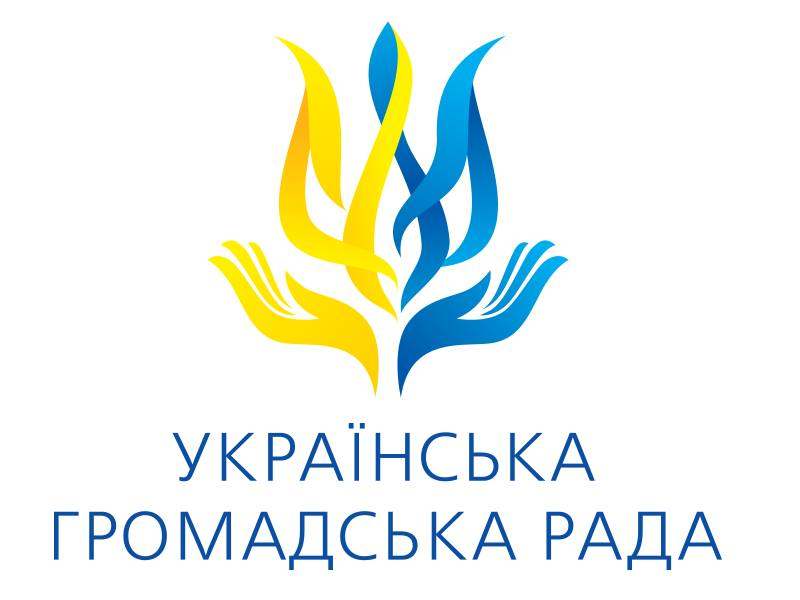

Українська Громадська Рада (УГР) — громадська організація та стартовий майданчик для формування лідерів нового покоління, покликаних перетворити Україну в правову процвітаючу державу з розвиненим громадським суспільством, шляхом активізації та залучення молоді, здатної взяти на себе відповідальність за сьогодення і майбутнє країни.

## Візія УГР
Україна — це країна патріотів з активною громадянською позицією. Це країна широких можливостей для всебічного розвитку молоді з системою підготовки інноваційного кадрового потенціалу. Тут кожна молода людина, котра володіє лідерськими здібностями і морально-духовними якостями, дотримується здорового способу життя і виявляє готовність до безперервної освіти, має можливість реалізувати свій політичний потенціал на благо народу, країни і майбутніх поколінь.

## Цінності УГР
Патріотизм
Ми любимо і поважаємо Україну. Ми будуємо державу на загальнолюдських цінностях заради процвітання, розвитку і благополуччя українського народу, недоторканності кордонів і цілісності нашої держави. Ми готові брати відповідальність за майбутнє України і відстоювати її інтереси.
Рівноправність
Принципами рівноправності й рівних можливостей ми керуємося всередині нашої організації і несемо ці ідеї в суспільство. Незалежно від соціального статусу, віку, національності, віросповідання та інвалідності, кожен має право на розвиток, самореалізацію та участь у прийнятті рішень, починаючи від місцевого самоврядування і до вищого законодавчого органу. Всі рішення повинні прийматися в ім'я українського народу!
Оптимізм
Ми віримо в свої сили і можливості подолати будь-які перешкоди для досягнення наших цілей. Ніякі обставини не можуть нам перешкодити. Ми команда оптимістів з позитивним мисленням.
Відкритість
Ми відкриті для людей, нових ідей і можливостей. Ми готові до партнерства і співробітництва.

## Напрямки діяльності
- Молодіжна політика

Мета організації у співпраці з молоддю — це допомогти знайти місце, де б представник молодого покоління міг би себе реалізувати, застосувати отримані під час навчання знання. Для всебічного розвитку молоді УГР реалізує та підтримує освітні, культурні та спортивні проекти. Освітні проекти — це проведення  лекцій, тренінгів, майстер-класів за участю експертів, професіоналів своєї сфери, політиків та бізнесменів для передачі своїх знань молодому поколінню. Спортивна та оздоровча сфери передбачає організацію спортивних змагань, квестів в парках, дитячих майданчиках, місць масового відпочинку. Організацію умов і можливостей для підтримки здоров'я — марафони, акції, флешмоби. Культурна сфера — передбачає організацію та проведення літературних вечорів, арт-виставок, де молодь представлятиме свої роботи.
- Розвиток патріотизму та допомога членам АТО

Передбачає надання допомоги дійсним учасникам АТО (збір гуманітарної допомоги для подальшої передачі її у зону АТО. Збір допомоги відбувається шляхом проведення благочинних заходів — благодійних ярмарків і фестивалів, організації фотовиставок, благодійних вечорів та ін. заходів), надання допомоги демобілізованим воїнам (надання юридичної допомоги — консультації, допомога в оформленні документів; допомога у працевлаштуванні; надання психологічної допомоги учасникам АТО і сім'ям (терапія, консультації психолога); залучення до проведення лекцій для молоді на теми патріотизму, виховання бойового духу, важливості хорошої фізичної підготовки)
- Створення нового формату інформаційного поля

Передбачає створення інтернет ресурсу, на якому користувачі зможуть читати та обмінюватися тільки чесними новинами, ділитися скаргами та отримувати професійну допомогу, брати участь у тематичних конкурсах для студентів та молоді. До наповнення платформи інформацією залучаються професійні журналісти та простий народ України. Організація та проведення тематичних конкурсів дає змогу УГР шукати нові таланти, ідеї, розвивати творчі та креативні здібності серед українських студентів та молоді, заохочувати їх до дії.

## Реалізовані проекти
- Донецький обласний титульний турнір з Хортингу «Кубок Чемпіонів» в розділі «Двобій»[1]

- «Гола правда українського бізнесу 3» [2]

- Футбольний проект в Центрі Соціально-Психологічної реабілітації для дітей до 15 років[3]

- Формування здорового способу життя молоді — запорука здорової нації[4]

- Відбірний чемпіонат Донецької області з хортингу серед дітей[5]

- Участь Української збірної з хортингу з Донецької області в Чемпіонаті Світу у Польщі[6]